# 布林迪西省
布林迪西省（義大利語：Provincia di Brindisi）是意大利普利亚大区的一個省。面積1,839平方公里，2013年人口401,652人。首府布林迪西。
下分20市鎮。